# NIC-2
La NIC-2 es una autopista nacional catalogada como troncal principal ubicada en Nicaragua. La carretera inicia en el Norte en el antiguo centro de Managua con la NIC-4 en Managua hasta finalizar en el Sur en la frontera con Costa Rica, y continuando como la Ruta Nacional 1.

## Salida e intersecciones importantes
Toda la ruta se encuentra en 3 departamentos.
| Ubicación | KM    | #                                                                     | Destinos                                              | Notas                                                                      |
| --- | ----- | --------------------------------------------------------------------- | ----------------------------------------------------- | -------------------------------------------------------------------------- |
| Managua | 0.00  |                                                                       | Parque Las Piedrecitas                                | Intersección del Paso a desnivel Las Piedrecitas ( NIC 28 )                |
| Managua | 37.00 |                                                                       | · - hacia Las Nubes                                   | Empalme a Las Nubes y Empalme Las Conchitas en el límite departamental     |
| Carazo | 37.00 |                                                                       | Empalme a los Fierros (Pacaya) - Empalme Las Esquinas |                                                                            |
| Carazo | 40.00 |                                                                       | Diriamba                                              |                                                                            |
| Carazo | 44.00 |                                                                       | · - Avenida Central, Jinotepe                         | Continúa al Empalme a San Marcos y Empalme a Teresa (Límite departamental) |
| Carazo | 76.00 | Puente Ochomogo a Pueblo Nuevo                                        | Puente Ochomogo a Pueblo Nuevo                        | Puente Ochomogo a Pueblo Nuevo                                             |
| Rivas | 76.00 | Puente Ochomogo a Pueblo Nuevo                                        | Puente Ochomogo a Pueblo Nuevo                        | Puente Ochomogo a Pueblo Nuevo                                             |
| 80 |       | · - 1 Calle Noreste, Rivas                                            | Salida norte y entrada sur                            |                                                                            |
| 147.00 |       | · - Control Migratorio Frontera Nicaragua-Costa Rica en Peñas Blancas | Continúa como la RNP 1 en Costa Rica.                 |                                                                            |
| 1.000 mi = 1.609 km; 1.000 km = 0.621 mi ↑ En dirección norte • ↓ En dirección sur Terminal concurrente • Acceso incompleto • Empalmes |       |                                                                       |                                                       |                                                                            |